# Finlandia en los Juegos Paralímpicos de Nueva York y Stoke Mandeville 1984
Finlandia estuvo representada en los Juegos Paralímpicos de Nueva York y Stoke Mandeville 1984 por un total de 57 deportistas, 49 hombres y ocho mujeres.

## Medallistas
El equipo paralímpico finlandés obtuvo las siguientes medallas:
| Nombre                      | Deporte          | Evento                                |
| --------------------------- | ---------------- | ------------------------------------- |
| Oro                         |                  |                                       |
| Liisa Solmari               | Atletismo        | Disco L5 femenino                     |
| Merja Vähämaa               | Atletismo        | Peso B3 femenino                      |
| Harri Jauhiainen            | Atletismo        | 100 m A6 masculino                    |
| Harri Jauhiainen            | Atletismo        | 400 m A6 masculino                    |
| Harri Jauhiainen            | Atletismo        | 1500 m A6 masculino                   |
| Jouko Grip                  | Atletismo        | 400 m L6 masculino                    |
| Jouko Grip                  | Atletismo        | 1500 m L6 masculino                   |
| Reino Peltonen              | Atletismo        | 100 m L6 masculino                    |
| Ari Jonkari                 | Atletismo        | Distancia C2 masculino                |
| Timo Sulisalo               | Atletismo        | Jabalina B2 masculino                 |
| Raimo Heikkinen             | Atletismo        | Jabalina B3 masculino                 |
| Timo Palonen                | Halterofilia     | –57 kg integrado masculino            |
| Raimo Aalto                 | Halterofilia     | –65 kg integrado masculino            |
| Ari Jonkari                 | Natación         | 25 m libre C2 masculino               |
| Kimmo Jokinen               | Tenis de mesa    | Individual L4 masculino               |
| Kimmo Jokinen               | Tenis de mesa    | Individual clase abierta CL masculino |
| Equipo                      | Tenis de mesa    | Equipo 1A masculino                   |
| Antti Landstedt             | Tiro             | Rifle de aire integrado masculino     |
| Plata                       |                  |                                       |
| Liisa Mäkelä                | Atletismo        | Disco A4 femenino                     |
| Liisa Mäkelä                | Atletismo        | Peso A4 femenino                      |
| Päivi Kaunisto              | Atletismo        | Salto de longitud A6 femenino         |
| Ari Lehto                   | Atletismo        | 800 m C8 masculino                    |
| Ari Lehto                   | Atletismo        | 1500 m campo a través C8 masculino    |
| Reino Peltonen              | Atletismo        | 400 m L6 masculino                    |
| Pekka Kujala                | Atletismo        | Disco B1 masculino                    |
| Timo Solmari                | Atletismo        | Disco C7 masculino                    |
| Marie Krisi Ranninen        | Ciclismo en ruta | Ruta 1500 m triciclo CP2 femenino     |
| Veikko Väänänen             | Halterofilia     | –57 kg integrado masculino            |
| Eeva-Riitta Kukkonen        | Natación         | 100 m mariposa B1 femenino            |
| Pekka Kantola               | Natación         | 25 m espalda 1A masculino             |
| Eero Mäki                   | Natación         | 25 m espalda 1B masculino             |
| Equipo                      | Tenis de mesa    | Equipo 1B masculino                   |
| Bronce                      |                  |                                       |
| Liisa Solmari               | Atletismo        | Jabalina L5 femenino                  |
| Liisa Solmari               | Atletismo        | Peso L5 femenino                      |
| Päivi Kaunisto              | Atletismo        | 100 m A6 femenino                     |
| Liisa Mäkelä                | Atletismo        | Jabalina A4 femenino                  |
| Merja Vähämaa               | Atletismo        | Jabalina B3 femenino                  |
| Kalle Hautalahti            | Atletismo        | Jabalina B2 masculino                 |
| Kalle Hautalahti            | Atletismo        | Peso B2 masculino                     |
| Timo Solmari                | Atletismo        | Peso C7 masculino                     |
| Timo Solmari                | Atletismo        | Salto de longitud C7 masculino        |
| Harri Jauhiainen            | Atletismo        | Disco A6-8 masculino                  |
| Lauri Kylmä                 | Atletismo        | Disco 4 masculino                     |
| Kari Kärkkäinen             | Atletismo        | Peso A6-8 masculino                   |
| Kari Luusua                 | Atletismo        | Peso B3 masculino                     |
| Pauli Viertonen             | Atletismo        | Triple salto B1 masculino             |
| Matti Leinonen              | Atletismo        | Pentatlón 2 masculino                 |
| Heikki Miettinen            | Atletismo        | 5000 m A6 masculino                   |
| Eeva-Riitta Kukkonen        | Natación         | 100 m espalda B1 femenino             |
| Eeva-Riitta Kukkonen        | Natación         | 200 m estilos B1 femenino             |
| Pekka Kantola               | Natación         | 25 m braza 1A masculino               |
| Pekka Kantola               | Natación         | 25 m libre 1A masculino               |
| Heikki Miettinen            | Natación         | 100 m braza A6 masculino              |
| Matti Launonen              | Tenis de mesa    | Individual 1A masculino               |
| Kauko Kajaste               | Tenis de mesa    | Individual 1B masculino               |
| Kimmo Jokinen Olli Virtanen | Tenis de mesa    | Equipo L4 masculino                   |
| Aulis Rinne                 | Tiro             | Pistola de aire 2-6 masculino         |
| Heikki Laukkanen            | Tiro con arco    | Doble ronda FITA paraplejia masculino |
| Raimo Tirronen              | Tiro con arco    | Doble ronda FITA integrado masculino  |